# Carvalhal (Barcelos)
Carvalhal  ist eine Gemeinde (Freguesia) im nordportugiesischen Kreis Barcelos. In ihr leben 1233 Einwohner (Stand 19. April 2021).